# Adalbert Wollrab
Adalbert Wollrab (* 9. Juni 1928 in Saaz, Tschechoslowakei) ist ein deutscher Chemiker und Hochschullehrer.

## Leben
Wollrab wurde als Sudetendeutscher geboren, der nach dem Zweiten Weltkrieg als deutscher Antifaschist anerkannt wurde und als einer der wenigen Sudetendeutschen, die nicht vertrieben wurden, in der Tschechoslowakei verblieb. Nach dem Abitur studierte er an der Karls-Universität in Prag Chemie und wurde 1958 promoviert. Bis 1968 arbeitete er in der Forschung am Institut für organische Chemie und Biochemie an der Tschechoslowakischen Akademie der Wissenschaften in Prag und erhielt 1962 den akademischen Grad Kandidat der Wissenschaften.
Nach dem Ende des Prager Frühlings flüchtete er 1968 mit seiner Familie in die Bundesrepublik Deutschland, wo er zunächst als Gymnasiallehrer an der Tilemannschule in Limburg an der Lahn tätig war. 1971 erhielt Wollrab einen Ruf als Professor an die Justus-Liebig-Universität Gießen, wo er als geschäftsführender Direktor das Institut für Didaktik der Chemie bis zu seiner Emeritierung 1993 leitete.
Wollrab ist seit 2002 Mitglied der Sudetendeutschen Akademie der Wissenschaften und Künste.

## Auszeichnungen
- 1988 Medaille der Universität Łódź.
- 1992 Ernennung zum „Honorary Fellow“ an der Erziehungswissenschaftlichen Fakultät der Karls-Universität in Prag.
- 1993 Verleihung der Hanuš-Medaille der Tschechischen chemischen Gesellschaft

## Publikationen
Neben einer Reihe von wissenschaftlichen Veröffentlichungen auf dem Gebiet der organischen Chemie und Chemiedidaktik verfasste Wollrab zwei Lehrbücher:
- Adalbert Wollrab: Organische Chemie. Eine Einführung für Lehramts- und Nebenfachstudenten. 4. Auflage. Springer Spektrum, Berlin, Heidelberg 2014, ISBN 978-3-642-45143-0, doi:10.1007/978-3-642-45144-7.
- Adalbert Wollrab: Chromatographie. Adsorption, Säulenchromatographie, Dünnschichtchromatographie, Papierchromatographie, Gaschromatographie. Aulis-Verlag Deubner, Köln 1991, ISBN 978-3-7614-1402-6.